# 924
سنة 924 م كانت سنة كبيسة تبدأ يوم الخميس (الرابط يظهر نموذج التقويم الكامل للسنة) من التقويم اليولياني.

## وفيات
- رقية بنت محمد.
- أردونيو الثاني ملك ليون.
- أبو جعفر بن حمدان.
- برنغار الأول ملك إيطاليا.
- فرويلا الثاني ملك ليون.